# باشگاه فوتبال هاریو
باشگاه فوتبال هاریو (استونیایی: Harju JK Laagri) یک باشگاه فوتبال در شهر لاگری، شهرستان هاریو، استونی است.
این باشگاه که در سال ۲۰۰۹ تاسیس شده سابقه دو قهرمانی در اسی‌لیگا (لیگ سطح دوم استونی) را در کارنامه دارد.